# Koordinierte Mondzeit
Die koordinierte Mondzeit (englisch Coordinated Lunar Time, kurz LTC) ist ein Vorschlag für einheitliche Zeit auf dem Mond. Diese soll die internationale Zusammenarbeit bei Raumflügen zum Mond und dessen zukünftige Kolonisation, durch eine Vereinheitlichung der verwendeten Zeitmessung, erleichtern. Sowohl die Europäische Weltraumorganisation als auch die NASA äußerten schon Überlegungen, eine solche Zeit auf dem Mond einzuführen. Die vorgeschlagene Benennung dieser Zeitzone folgt dem Schema der Coordinated Universal Time beziehungsweise der Koordinierten Weltzeit. Die englische Version wurde in einem Memorandum der Vereinigten Staaten verwendet, während der deutschsprachige Begriff durch die Verwendung in den Medien geprägt wurde.
Zurzeit ist es üblich, dass jede Raumfahrtmission die Zeit ihres Herkunftslandes übernimmt. Diese Zeiten gehen von der koordinierten Weltzeit (UTC) aus. Wenn sich Objekte von der Erde entfernen, ist die über die koordinierte Weltzeit berechnete Zeit nicht mehr genau. Weiterhin können verschiedene Raumfahrzeuge ihre Zeit nicht miteinander synchronisieren, wenn sie von unterschiedlichen Betreibern kommen. Auch die Aufstellung eines Satellitennetzwerkes für Kommunikation auf dem Mond erfordert eine einheitliche, genaue Zeit.

## Einführung
Die Europäische Weltraumorganisation (ESA) forderte im November 2022 erstmals eine einheitliche Zeit für den Mond. Dazu arbeiteten Raumfahrtagenturen und andere Organisationen bei einem Kongress im Europäischen Weltraumforschungs- und Technologiezentrum Empfehlungen aus. Im Februar 2023 schlug die ESA erneut vor, eine Zeitzone auf dem Mond einzurichten, um die anstehenden Mondmissionen international zu koordinieren. Dies sei besonders wichtig, da die ESA plant, das Navigationssatellitensystem Moonlight für den Mond einzurichten, das eine einheitliche Zeitmessung benötigt.
Die Direktorin des Office of Science and Technology Policy (OSTP) Arati Prabhakar veranlasste im April 2024 ein Memorandum, das die Einführung einer koordinierten Mondzeit bis 2026 durch die NASA vorsieht. Dabei sollen die Möglichkeit einer Kopplung mit der koordinierte Weltzeit, eine ausreichende Genauigkeit, Autarkie für den Fall, dass die Verbindung zur Erde verloren geht, und Anbindungsmöglichkeit an zukünftige Zeitsysteme von weiteren Himmelskörpern, berücksichtigt werden. Die Einführung soll durch internationale Vereinbarungen zwischen den Mitgliedern von vorhandenen Organisationen, wie beispielsweise den Unterzeichnern der Artemis Accords, geschehen.

## Umsetzung
Der Relativitätstheorie zufolge hängt die Zeit mit der Gravitation zusammen. Aufgrund der unterschiedlichen Stärke des Gravitationsfeldes auf dem Mond vergeht die Zeit dort etwa 58,7 Mikrosekunden pro Tag schneller als auf der Erde. Dies würde sich innerhalb von 50 Jahren auf eine Sekunde Zeitunterschied summieren. Für die Synchronisierung von Raumfahrzeugen und Satelliten ist eine viel genauere Zeitmessung vonnöten. Um die Zeit präzise und konstant zu messen, bedarf es wahrscheinlich einer oder mehrerer Atomuhren auf der Mondoberfläche.
Eine Möglichkeit zur Aufstellung wäre, die koordinierte Mondzeit an die koordinierte Weltzeit anzubinden. Dann würde sie, regelmäßig mit der UTC synchronisiert werden. Dies würde eine leichtere Anwendbarkeit für Benutzer im System der koordinierten Weltzeit bedeuten. Andererseits könnte man die Mondzeit auch separat von der Zeit auf der Erde messen und nur die Relation zur koordinierten Weltzeit ermitteln. Das würde bedeuten, dass die Mondzeit auch ohne Verbindung mit der Erde präzise bleiben würde und eine Umrechnung trotzdem möglich wäre.
Außerdem wäre es möglich, nicht eine einzige koordinierte Mondzeit überall auf dem Mond zu benutzen, sondern analog zu der Zeitrechnung auf der Erde, verschiedene Zeitzonen einzuführen. Diese könnten sich dann an dem Stand der Sonne auf dem Mond orientieren, sodass Tageszeiten repräsentiert werden können. Diese Überlegung würde besonders bei der Besiedlung des Monds eine Rolle spielen.